# アルマ・レデンプトリス・マーテル
アルマ・レデンプトリス・マーテル (Alma redemptoris mater) は、キリスト教聖歌のアンティフォナ。「贖い主（イエス・キリスト）を養い育てた母（聖母マリア）」を意味し、カトリック教会における伝統的な聖母賛歌の一つでもある。「救い主を育てた母」、「恵み深き贖い主の御母」「慈しみ深き贖い主の御母」、あるいは「救い主のうるわしき母」とも。
西方教会のうち、カトリック教会における聖務日課の「終課」で歌われる、聖母マリアのための4つのアンティフォナの一つである。プロテスタントや、東方教会（正教会・東方諸教会）においては用いられない。

## テキスト

### ラテン語
```
Alma redemptoris mater,
quae pervia caeli porta manes,
et stella maris, succurre cadenti,
surgere qui curat populo;
tu quae genuisti, natura mirante,
tuum sanctum genitorem:
virgo prius ac posterius,
Gabrielis ab ore sumens illud ave,
peccatorum miserere.

```

## 聖母マリアのための4つのアンティフォナ
- サルヴェ・レジーナ （Salve regina、元后あわれみの母）
- レジーナ・チェリ（Regina coeli、天の元后、喜びたまえ）
- アヴェ・レジーナ・チェロールム（Ave Regina caelorum、天の元后、天の女王）
- アルマ・レデンプトリス・マーテル（Alma Redemptoris Mater、救い主を育てた母）